# Мбоко, Виктория
Виктория Мбоко (англ. Victoria Mboko род. 26 августа 2006, Шарлотт, Северная Каролина) — канадская теннисистка. Победительница одного турнира WTA в одиночном разряде; финалистка двух турниров Большого шлема в парном разряде среди девушек (Открытый чемпионат Австралии и Уимблдонский турнир-2022); бывшая шестая ракетка мира в юниорском рейтинге.

## Общая биография
Родилась в Шарлотте (Северная Каролина) в семье иммигрантов из ДР Конго. Младшая из четырёх детей в семье. В раннем детстве переехала с семьёй в Торонто.

## Спортивная карьера
Наблюдая за игрой старших братьев и сестры, впервые взяла в руки теннисную ракетку в четыре года. Когда интерес девочки к игре стал очевиден, родители записали её в теннисную академию в Берлингтоне (Онтарио), где она начала быстро прогрессировать. В апреле 2022 года, в возрасте 15 лет, впервые сыграла в финале турнира ITF — в Монастире (Тунис), где провела первые матчи с игроками Top200: в первом круге обыграла Дарью Снигур, а в затяжном финале уступив Чжу Линь. Через несколько месяцев — в Саскатуне — выиграла свой первый турнир ITF. В том же году достигла в юношеском рейтинге ITF 6-го места, добравшись до полуфиналов в одиночном разряде среди девушек на Уимблдоне и Открытом чемпионате США, а в паре с Кайлой Кросс став финалисткой на Открытом чемпионате Австралии и Уимблдонском турнире. Однако позже в том же году травма колена заставила молодую спортсменку надолго прервать выступления.
Через год после первой победы в Саскатуне повторила успех в 2023 году, когда призовой фонд турнира был увеличен с 25 до 60 тысяч долларов. На пути к титулу не отдала соперницам ни одного сета. Ещё один титул завоевала в 2024 году в Дармштадте.
Проблемы с коленями продолжались на протяжении 2023 и 2024 года, и Мбоко провела много времени, тренируясь на грунтовых кортах с их более щадящим покрытием. 2025 год начала с 22 побед подряд в турнирах ITF разного уровня, установив новый рекорд среди канадских теннисисток по длительности серии побед в основных сетках турниров (22). С начала года по середину марта выиграла 5 турниров ITF с балансом побед и поражений 27-1. После этого получила уайлд-кард в основную сетку турнира WTA 1000 в Майами и в первом в карьере матче на турнирах WTA обыграла Камилу Осорио. Во втором раунде на тай-брейке в решающем сете уступила 11-й ракетке мира Пауле Бадосе. В апреле дебютировала в квалификации Кубка Билли Джин Кинг в составе сборной Канады и в обоих матчах принесла команде по очку, победив Мирьям Булгару (сборная Румынии) и Эну Сибахару (сборная Японии). В сумме, однако, канадки проиграли японкам 2:1 и не сумели выйти в финальную часть турнира.
В мае пробилась из квалификации во второй раунд турнира в Риме, уступив в трёх сетах Кори Гауфф, а затем дошла до финала на турнире WTA 125 в Парме, переиграв Ван Синьюй и Ирину Бегу, но уступив Маяр Шериф. Весной и летом участвовала в основной сетке Открытого чемпионата Франции и Уимблдонского турнира. Во Франции успешно преодолела квалификацию и одержала победу в двух кругах основной сетки, прежде чем проиграть в третьем раунде посеянной под восьмым номером Чжэн Циньвэнь. На Уимблдоне в финале квалификации проиграла Присцилле Хон, но попала в основную сетку как лаки-лузер и дошла до второго раунда. После Открытого чемпионата Франции поднялась в рейтинге со 120-го места на 95-е, впервые попав в первую сотню лучших теннисисток мира.
В преддверии Открытого чемпионата США Мбоко сыграла на турнире в Вашингтоне и в Открытом чемпионате Канады в Монреале. В США канадка пробилась во второй раунд, а на домашнем турнире выиграла семь встреч подряд. Среди побеждённых соперниц были четыре победительницы турниров Большого шлема: посеянная под 23-м номером София Кенин, вторая ракетка мира Кори Гауфф, 12-я ракетка мира Елена Рыбакина (в полуфинале) и Наоми Осака (в финале). Мбоко стала второй (после Бьянки Андрееску) канадкой, выигравшей Открытый чемпионат Канады с начала Открытой эры, и второй чемпионкой в истории этого турнира, начавшей его с уайлд-кардом. Первой была в 1995 году Моника Селеш, а в общей сложности турниры высшего эшелона тура WTA до Мбоко выигрывали только четыре спортсменки с уайлд-кардом — помимо Селеш, в этот список входят Штеффи Граф, Мария Шарапова и Андрееску. После победы на Открытом чемпионате Канады Мбоко переместилась в рейтинге на 25-ю позицию.

## Финалы турниров за карьеру

### Одиночный разряд

#### Финалы турниров WTA в одиночном разряде (1-0)
| Легенда:               |
| ---------------------- |
| Турниры Большого шлема |
| Олимпиада              |
| Итоговый турнир WTA    |
| WTA 1000 Mandatory     |
| WTA 1000 (1)*          |
| WTA 500                |
| WTA 250                |

| Результат | №  | Дата           | Турнир           | Покрытие | Соперница в финале | Счёт в финале |
| --------- | -- | -------------- | ---------------- | -------- | ------------------ | ------------- |
| Победа    | 1. | 7 августа 2025 | Монреаль, Канада | Хард     | Наоми Осака        | 2-6 6-4 6-1   |

#### Финалы турниров ITF и WTA 125 в одиночном разряде (8-4)
| Легенда:         |
| ---------------- |
| WTA 125 (0)*     |
| 100.000 USD (0)  |
| 60.000 USD (3)   |
| 40.000 USD (0)   |
| 25.000 USD (5+2) |
| 15.000 USD (0)   |

| Результат | №  | Дата             | Турнир                          | Покрытие   | Соперница в финале | Счёт в финале |
| --------- | -- | ---------------- | ------------------------------- | ---------- | ------------------ | ------------- |
| Поражение | 1. | 24 апреля 2022   | Монастир, Тунис                 | Хард       | Чжу Линь           | 1-6 6-4 4-6   |
| Победа    | 1. | 24 июля 2022     | Саскатун, Канада                | Хард       | Мэдисон Сиг        | 6-2 6-0       |
| Победа    | 2. | 16 июля 2023     | Саскатун (2)                    | Хард       | Эмина Бектас       | 6-4 6-4       |
| Поражение | 2. | 2 июня 2024      | Оточец, Словения                | Грунт      | Барбора Палицова   | 1-6 6-2 4-6   |
| Победа    | 3. | 21 июля 2024     | Дармштадт, Германия             | Грунт      | Анхела Фита Болуда | 6-4 6-4       |
| Поражение | 3. | 29 сентября 2024 | Беркли, Калифорния, США         | Хард       | Ива Йович          | 3-6 6-2 3-6   |
| Победа    | 4. | 12 января 2025   | Ле-Ламантен, Мартиника, Франция | Хард       | Клерви Нгунуэ      | 7-5 6-3       |
| Победа    | 5. | 19 января 2025   | Пети-Бур, Гваделупа, Франция    | Хард       | Клерви Нгунуэ      | 6-4 6-0       |
| Победа    | 6. | 2 февраля 2025   | Ром, Джорджия, США              | Хард (зал) | Эва Веддер         | 7-5 6-3       |
| Победа    | 7. | 23 февраля 2025  | Манчестер, Великобритания       | Хард (зал) | Манон Леонар       | 7-6(0) 6-2    |
| Победа    | 8. | 9 марта 2025     | Порту, Португалия               | Хард (зал) | Хэрриет Дарт       | 6-1 6-1       |
| Поражение | 4. | 17 мая 2025      | Парма, Италия                   | Грунт      | Маяр Шериф         | 4-6 4-6       |

### Женский парный разряд

#### Финалы турниров ITF и WTA 125 в одиночном разряде (2-0)
| Результат | №  | Дата           | Турнир                          | Покрытие | Партнёрша     | Соперницы в финале            | Счёт в финале |
| --------- | -- | -------------- | ------------------------------- | -------- | ------------- | ----------------------------- | ------------- |
| Победа    | 1. | 12 января 2025 | Ле-Ламантен, Мартиника, Франция | Хард     | Кейденс Брейс | Оливия Линцер Клерви Нгунуэ   | 6-2 7-6(2)    |
| Победа    | 2. | 19 января 2025 | Пети-Бур, Гваделупа, Франция    | Хард     | Клерви Нгунуэ | Дженна Дин Аманда Нава Элькин | 6-3 6-1       |